# Al Kass International Cup
La Al Kass International Cup o Al Kass U17 es una competición anual de fútbol juvenil organizada por Al Kass con la colaboración de la Academia Aspire y la Asociación de Fútbol de Catar. Se disputa en el mes de enero y/o febrero en Doha, Catar.
El formato del torneo es de cuatro grupos con tres equipos cada uno. Cada grupo juega un partido contra los dos rivales correspondientes y pasan a la fase final los dos primeros clubes de cada grupo. En la edición del 2015, se incluyó que se jugarán encuentros para determinar cada posición en el torneo, incluyendo a los equipos que terminaron en tercer lugar de cada grupo.
La idea del torneo es brindar una oportunidad a las promesas de los clubes más importantes de cada continente.
Han pasado jugadores destacados como Adrien Rabiot, Jean Thierry Lazare Danilo Silva, Munir El Haddadi, Sandro Ramírez, Moussa Dembélé, Brahim Díaz, Nicolás Paz, Mao Hosoya, Gonçalo Ramos, Dani Gómez, Stephy Mavididi, Matteo Cancellieri y Kingsley Coman.
La competición se inauguró el 8 de enero de 2012, Aspire Qatar derrotó 3-0 a Al-Jazira. El primer campeón fue el PSG, al derrotar en la final a Juventus.

## Participaciones
| Club                 | País                   | Participaciones |
| -------------------- | ---------------------- | --------------- |
| Paris Saint Germain  | Francia                | 8               |
| Aspire International | Catar                  | 7               |
| Real Madrid          | España                 | 7               |
| Aspire Qatar         | Catar                  | 6               |
| Kashiwa Reysol       | Japón                  | 5               |
| Espérance            | Túnez                  | 3               |
| Milan                | Italia                 | 3               |
| Barcelona            | España                 | 2               |
| Fluminense           | Brasil                 | 2               |
| Juventus             | Italia                 | 2               |
| Internazionale       | Italia                 | 2               |
| Roma                 | Italia                 | 2               |
| Red Bull Salzburg    | Austria                | 2               |
| Al-Ahli              | Arabia Saudita         | 2               |
| Benfica              | Portugal               | 2               |
| Bayern               | Alemania               | 2               |
| Raja Casablanca      | Marruecos              | 2               |
| Auxerre              | Francia                | 1               |
| Ajax                 | Países Bajos           | 1               |
| PSV                  | Países Bajos           | 1               |
| Porto                | Portugal               | 1               |
| Liverpool            | Inglaterra             | 1               |
| Manchester City      | Inglaterra             | 1               |
| Tottenham            | Inglaterra             | 1               |
| Arsenal              | Inglaterra             | 1               |
| Vasco da Gama        | Brasil                 | 1               |
| São Paulo            | Brasil                 | 1               |
| Boca Juniors         | Argentina              | 1               |
| River Plate          | Argentina              | 1               |
| Estudiantes          | Argentina              | 1               |
| Schalke 04           | Alemania               | 1               |
| Eintracht Frankfurt  | Alemania               | 1               |
| Chicago Fire         | Estados Unidos         | 1               |
| Atlético de Madrid   | España                 | 1               |
| Kashima Antlers      | Japón                  | 1               |
| Yokohama Marinos     | Japón                  | 1               |
| Vissel Kobe          | Japón                  | 1               |
| Al-Ahly              | Egipto                 | 1               |
| Zamalek              | Egipto                 | 1               |
| Al-Jazira            | Emiratos Árabes Unidos | 1               |
| Al Nassr             | Arabia Saudita         | 1               |
| Shanghái Shenhua     | China                  | 1               |
| Guangzhou Evergrande | China                  | 1               |
| Suwon                | Corea del Sur          | 1               |
| Celtic               | Escocia                | 1               |
| Rangers              | Escocia                | 1               |
| Wydad                | Marruecos              | 1               |
| Spartak Moscú        | Rusia                  | 1               |
| Fenerbahçe           | Turquía                | 1               |
| Altinordu            | Turquía                | 1               |
| Étoile               | Túnez                  | 1               |

## Ediciones
| Año          | Sede  | Campeón              | Final Resultado | Subcampeón          | Tercer lugar      | Resultado    | Cuarto lugar         |
| ------------ | ----- | -------------------- | --------------- | ------------------- | ----------------- | ------------ | -------------------- |
| 2012 Detalle | Qatar | París Saint-Germain  | 0:0 5:4 pen.    | Juventus            | Ajax              | 1:0          | Kashima Antlers      |
| 2013 Detalle | Catar | Fluminense           | 0:0 4:2 pen.    | París Saint-Germain | Boca Juniors      | 2:2 5:4 pen. | Internazionale       |
| 2014 Detalle | Catar | Aspire International | 2:1             | Real Madrid         | Milan             | 4:3          | Fluminense           |
| 2015 Detalle | Catar | París Saint-Germain  | 1:1 4:3 pen.    | São Paulo           | Arsenal           | 4:2          | Milan                |
| 2016 Detalle | Catar | Aspire International | 2:0             | Real Madrid         | Internazionale    | 2:1          | Red Bull Salzburg    |
| 2017 Detalle | Catar | Real Madrid          | 2:0             | Aspire Qatar        | Red Bull Salzburg | 4:0          | Eintracht Frankfurt  |
| 2018 Detalle | Catar | París Saint-Germain  | 2:1             | Kashiwa Reysol      | Benfica           | 3:0          | Espérance            |
| 2019 Detalle | Catar | Rangers              | 1:1 9:8 pen.    | Roma                | Kashiwa Reysol    | 2:1          | Aspire International |

## Títulos por club
| Equipo               | Campeón              | Subcampeón     | Tercer lugar | Cuarto lugar |
| -------------------- | -------------------- | -------------- | ------------ | ------------ |
| Paris Saint Germain  | 3 (2012, 2015, 2018) | 1 (2013)       | -            | -            |
| Aspire International | 2 (2014, 2016)       | -              | -            | 1 (2019)     |
| Real Madrid          | 1 (2017)             | 2 (2014, 2016) | -            | -            |
| Fluminense           | 1 (2013)             | -              | -            | 1 (2014)     |
| Rangers              | 1 (2019)             | -              | -            | -            |
| Kashiwa Reysol       | -                    | 1 (2018)       | 1 (2019)     | -            |
| Juventus             | -                    | 1 (2012)       | -            | -            |
| São Paulo            | -                    | 1 (2015)       | -            | -            |
| Aspire Qatar         | -                    | 1 (2017)       | -            | -            |
| Roma                 | -                    | 1 (2019)       | -            | -            |
| Milan                | -                    | -              | 1 (2014)     | 1 (2015)     |
| Internazionale       | -                    | -              | 1 (2016)     | 1 (2013)     |
| Red Bull Salzburg    | -                    | -              | 1 (2017)     | 1 (2016)     |
| Ajax                 | -                    | -              | 1 (2012)     | -            |
| Boca Juniors         | -                    | -              | 1 (2013)     | -            |
| Arsenal              | -                    | -              | 1 (2015)     | -            |
| Benfica              | -                    | -              | 1 (2018)     | -            |
| Kashima Antlers      | -                    | -              | -            | 1 (2012)     |
| Eintracht Frankfurt  | -                    | -              | -            | 1 (2017)     |
| Espérance            | -                    | -              | -            | 1 (2018)     |